# پالاوان
پالاوان یکی از استان‌های کشور فیلیپین و نیز نام جزیره‌ای در این کشور است. این استان در غرب این کشور قرار گرفته‌است و یک جزیره-استان به حساب می‌آید. به این معنا که تمامی مساحت این جزیره را استان پالاوان در بر می‌گیرد. علاوه بر جزیره اصلی پالاوان، استان پالاوان دربرگیرنده چندین جزیره کوچک نیز می‌شود.
مرکز این استان شهر پورتوپرنسس است. جمعیت آن کمتر از نهصد هزار نفر است. مساحت این استان برابر ۱۴٫۸۹۶ کیلومتر مربع است که وسیعترین استان این کشور به حساب می‌آید.